# Francisco López Alfaro
Francisco, właśc. Francisco López Alfaro (ur. 1 listopada 1962 w Sewilli) – piłkarz hiszpański grający na pozycji pomocnika.

## Kariera klubowa
Francisco pochodzi z Sewilli. Karierę piłkarską rozpoczął w tamtejszej Sevilli FC. W 1981 roku awansował do kadry pierwszego zespołu i 13 grudnia 1981 zadebiutował w Primera División w wygranym 4:1 wyjazdowym spotkaniu z Realem Saragossa. Od czasu debiutu coraz częściej występował w pierwszym składzie Sevilli i w sezonie 1982/1983 był już jej podstawowym zawodnikiem. W Sevilli grał przez 9 sezonów i w tym okresie rozegrał 258 ligowych meczów, w których zdobył 20 goli.
Latem 1990 roku Francisco odszedł z Sevilli, co było następstwem utracenia miejsca w składzie w sezonie 1989/1990. Został zawodnikiem Espanyolu Barcelona, w którym zadebiutował 1 września 1990 w derbach Barcelony z FC Barcelona. W 1993 roku spadł z Espanyolem do Segunda División, jednak w drugiej lidze występował tylko przez rok. W 1997 roku jako gracz Espanyolu zakończył karierę piłkarską. Łącznie w tym klubie zagrał 207 razy i strzelił 27 goli.
| Sezon   | Klub               | Kraj      | Rozgrywki        | Mecze | Bramki |
| ------- | ------------------ | --------- | ---------------- | ----- | ------ |
| 1981/82 | Sevilla FC         | Hiszpania | Primera División | 20    | 1      |
| 1982/83 | Sevilla FC         | Hiszpania | Primera División | 32    | 3      |
| 1983/84 | Sevilla FC         | Hiszpania | Primera División | 33    | 1      |
| 1984/85 | Sevilla FC         | Hiszpania | Primera División | 30    | 4      |
| 1985/86 | Sevilla FC         | Hiszpania | Primera División | 34    | 5      |
| 1986/87 | Sevilla FC         | Hiszpania | Primera División | 40    | 2      |
| 1987/88 | Sevilla FC         | Hiszpania | Primera División | 34    | 2      |
| 1988/89 | Sevilla FC         | Hiszpania | Primera División | 30    | 2      |
| 1989/90 | Sevilla FC         | Hiszpania | Primera División | 5     | 0      |
| 1990/91 | Espanyol Barcelona | Hiszpania | Primera División | 23    | 2      |
| 1991/92 | Espanyol Barcelona | Hiszpania | Primera División | 33    | 4      |
| 1992/93 | Espanyol Barcelona | Hiszpania | Primera División | 33    | 5      |
| 1993/94 | Espanyol Barcelona | Hiszpania | Segunda División | 29    | 5      |
| 1994/95 | Espanyol Barcelona | Hiszpania | Primera División | 35    | 7      |
| 1995/96 | Espanyol Barcelona | Hiszpania | Primera División | 35    | 3      |
| 1996/97 | Espanyol Barcelona | Hiszpania | Primera División | 19    | 1      |

## Kariera reprezentacyjna
W reprezentacji Hiszpanii Francisco zadebiutował 27 października 1982 roku w wygranym 1:0 spotkaniu eliminacji do Euro 84 z Islandią. W 1984 roku na Euro 84 wywalczył wicemistrzostwo Europy. Jego dorobek na tym turnieju to 2 mecze: z RFN (1:0) i finał z Francją (0:2). Z kolei w 1986 roku na Mundialu w Meksyku zagrał w 4 spotkaniach: z Brazylią (0:1), z Irlandią Północną (2:1), z Algierią (3:0) i 1/8 finału z Danią (5:1). W kadrze narodowej do 1986 roku rozegrał 20 spotkań i zdobył jednego gola.

## Kariera trenerska
Po zakończeniu kariery Francisco został trenerem. Pracował w takich klubach jak: Coria CF, Real Jaén, CF Extremadura, UE Figueres, CD Numancia, CF Badalona, SE Ibiza i Atlético Baleares.